# 阿涅茨
阿涅茨（法語：Agnetz，法語發音：[aɲɛ(ts)]）是法国瓦兹省的一个市镇，位于该省中部，属于克莱蒙区。

## 地理
阿涅茨（49°22'56"N, 2°23'3"E）面积12.94 平方千米，位于法国上法蘭西大區瓦兹省，该省份为法国北部内陆省份，北起索姆省，西接厄尔省和滨海塞纳省，南至塞纳-马恩省和瓦兹河谷省，东临埃纳省。
与阿涅茨接壤的市镇（或旧市镇、城区）包括：艾里永、昂萨克、克莱蒙、埃图伊、菲茨詹姆斯、讷伊苏克莱蒙、埃地区拉纳维尔。
阿涅茨的时区为UTC+01:00、UTC+02:00（夏令时）。

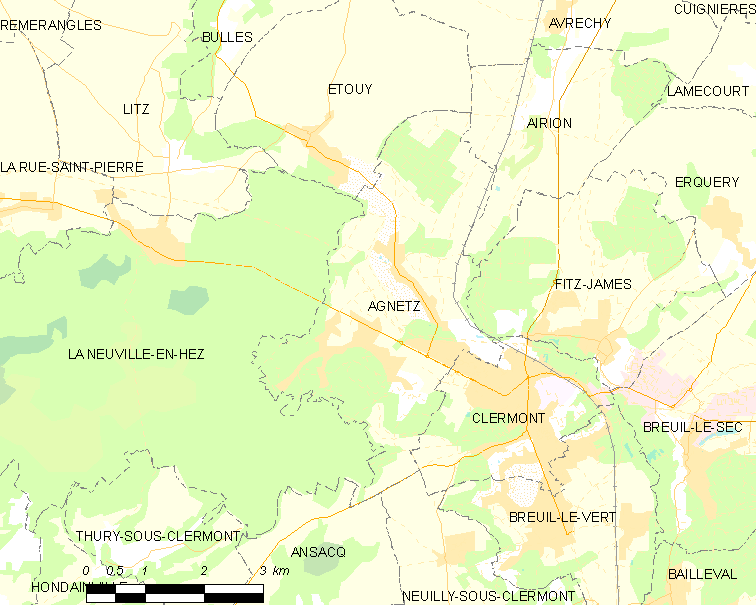
阿涅茨的OSM定位图

## 行政
阿涅茨的邮政编码为60600，INSEE市镇编码为60007。

## 政治
阿涅茨所属的省级选区为克莱蒙县。

## 人口

1962-2008年间阿涅茨人口变化图示

阿涅茨于2022年1月1日时的人口数量为3060人。